# Homero Calderón
Homero Ernesto Calderón Gazui (sinh ngày 20 tháng 10 năm 1993), hay đơn giản Homero Calderón là một cầu thủ bóng đá người Venezuela thi đấu cho Merelinense FC ở vị trí tiền vệ.

## Sự nghiệp câu lạc bộ
Sinh ra ở Valencia, Calderón khởi đầu sự nghiệp cùng với Atlético Venezuela nơi anh có 26 lần ra sân từ 2012 đến 2014 mà không ghi được một bàn thắng nào. Ngày 28 tháng 5 năm 2014, anh ký hợp đồng với Doxa Katokopias ở Giải bóng đá hạng nhất quốc gia Síp.